# Jerry la grande gueule
Cet article possède un paronyme, voir Big Mouth.
Pour plus de détails, voir Fiche technique et Distribution.
Jerry la grande gueule (The Big Mouth) est un film américain réalisé par Jerry Lewis, sorti en 1967.

## Synopsis
Gerald Clamson va pêcher : un homme-grenouille qui lui ressemble comme deux gouttes d'eau. Celui-ci lui remet alors une carte au trésor. Les choses se compliquent lorsqu'une bande de gangsters débarque.

## Fiche technique
- Titre français : Jerry la grande gueule
- Titre original : The Big Mouth
- Réalisation : Jerry Lewis
- Scénario : Jerry Lewis & Bill Richmond
- Musique : Harry Betts
- Photographie : Wallace Kelley
- Montage : Russel Wiles
- Production : Jerry Lewis
- Société de production : Jerry Lewis Productions
- Société de distribution : Columbia Pictures
- Pays :  États-Unis
- Langue : Anglais
- Format : Couleur - Mono - 35 mm
- Genre : Comédie
- Durée : 105 min
- Date de sortie : 
  - États-Unis : 12 juillet 1967
  - France : 18 septembre 1967

## Distribution
- Jerry Lewis (VF : Jacques Dynam) : Gerald Clamson / Syd Valentine
- Harold J. Stone (VF : Raymond Loyer) : Thor Gaylor
- Susan Bay (VF : Katy Vail) : Susie Cartwright
- Charlie Callas (VF : Michel Roux) : Rex
- Buddy Lester (VF : Claude Nicot) : Studs
- Del Moore (VF : Roland Ménard) : M. Hodges
- Paul Lambert (VF : Jacques Thébault) : Moxie
- Jeannine Riley (VF : Danik Patisson) : Bambi Berman
- Leonard Stone (VF : Henri Virlojeux) : Fong
- Frank De Vol (VF : Yves Brainville) : Bogart
- Vern Rowe (VF : Jean Daurand) : Gunner
- David Lipp : Lizard
- Vincent Van Lynn : Fancher
- Mike Mahoney (VF : Jean Berton) : 1er détective
- Walter Kray (VF : Pierre Fromont) : 2e détective
- John Nolan (VF : Henry Djanik) : M. Webster
- Eddie Ryder : Specs
- George Takei (VF : Jean Berton) : le bijoutier
- James Jeter (VF : Claude Bertrand) : le lieutenant de police de la seconde voiture